# Ultraconservadurismo

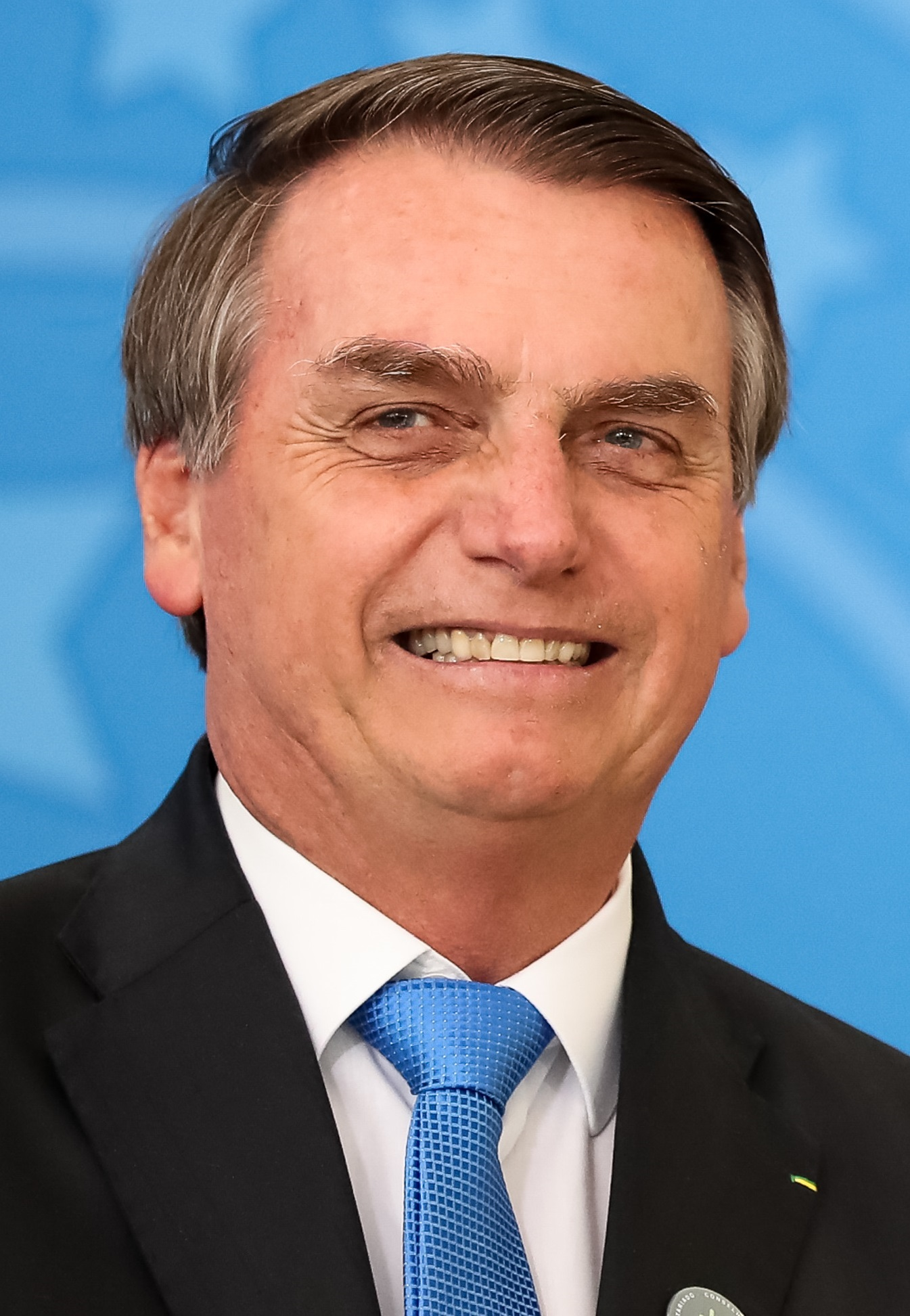
Jair Bolsonaro, expresidente de Brasil, es considerado como un político ultraconservador.

El ultraconservadurismo es un término utilizado en ciencias políticas para la ubicación de aquellos postulados que van más allá del conservadurismo convencional, para entrar derechamente en el sector del espectro político que recibe algunas líneas políticas y postulados radicales pertenecientes a la extrema derecha o derecha alternativa.
Dentro de los exponentes del llamado ultraconservadurismo en el mundo se encuentran el expresidente de Brasil Jair Bolsonaro, el presidente ruso Vladímir Putin, el político republicano estadounidense Mike Pence, el presidente de Estados Unidos Donald Trump, el eurodiputado maltés Tonio Borg, el político español y líder de Vox Santiago Abascal, el político chileno republicano José Antonio Kast,la actual vicepresidenta de la Nación Argentina Victoria Villarruel, entre otros. 
El término también ha sido relacionado con una serie de ideologías como el teoconservadurismo, el ultramontanismo y el fascismo clerical.